# David Murcia Guzmán
David Eduardo Murcia Guzmán (Ubaté, 29 de julio de 1980) es el creador, principal accionista y representante legal de DMG Grupo Holding S.A., empresa que fue acusada por las autoridades de realizar negocios ilegales tales como lavado de dinero y esquemas piramidales, actividades que son sancionadas en Colombia bajo la figura de «captación masiva e ilegal de dinero».
Murcia fue detenido el 19 de noviembre de 2008 por las acusaciones imputadas, Estuvo recluido en la cárcel La Picota, en la etapa preliminar, además de Colombia, Murcia llegó a tener presencia mercantil en Panamá, Venezuela y Ecuador. Murcia dijo tener también sucursales en Brasil, Perú y México, pero no se han constatado; Según el Mayor General Óscar Naranjo Trujillo, ex-director de la Policía Nacional de Colombia, dicho organismo pudo verificar flujos de dinero por parte de Murcia hacia Belice.
Murcia fue extraditado a los Estados Unidos el 5 de enero de 2010 donde fue juzgado por lavado de activos. El 25 de junio de 2019 fue devuelto por las autoridades estadounidenses a Colombia donde le espera una condena por 22 años.

## Biografía
Murcia nació en Ubaté en 1980. De familia de bajos recursos, se trasladaron a la ciudad de Cúcuta, nororiente de Colombia, cuando tenía la edad de 10 años. De Cúcuta se trasladó a los 14 años hacia Bogotá para terminar el bachillerato, sus únicos estudios formales. En Bogotá obtuvo un trabajo como empacador en una fábrica de ponqués (postres). Al año siguiente se vinculó a una agencia que hacía casting de extras para televisión, donde trabajó como camarógrafo, tiempo después llegó a ser director de casting en producciones de cine y televisión colombianas, de las cuales Murcia destaca la película Bolívar soy yo.
Trabajó en el año 2001, cuando tenía 21 años, en Santa Marta produciendo vídeos turísticos.  De ahí, en el año 2003, se trasladó al departamento de Huila, donde fundó la Red Solidaria DMG; vendía rifas de carros y gestionaba el subsidio de atención médica a personas de bajos recursos. De Pitalito, según el mismo Murcia, debió salir por comentarios de indelicadezas de su parte.
A finales de 2003, llegó a La Hormiga, Putumayo, donde arribó sin dinero, por lo que se involucró en trabajo social de la Parroquia del Perpetuo Socorro, donde le dan un programa en la emisora para que Murcia sobreviva a través del intercambio publicitario y la venta de rifas.
Según documentos encontrados por la Fiscalía colombiana, hasta 2005 trabajó promocionando vídeos con un modesto sueldo de $309.000 pesos colombianos (unos 100 dólares de la época).
A principios de 2004, logró gestionar en Bogotá un crédito de 1 millón de pesos (500 dólares) en productos naturales, y al poco tiempo apareció en La Hormiga con electrodomésticos que según Murcia logró adquirir para revender con los anticipos de los mismos compradores, pero hasta la fecha ni las averiguaciones periodísticas ni de las autoridades han logrado determinar el origen de ese primer capital, pero en la audiencia preparatoria del juicio que se adelantó en contra de Murcia la defensa aseguró que dos 'investigadores de la defensa Adscritos a la Unidad de Investigación Criminal de la Defensa (UID)' tienen los elementos materiales probatorios y evidencia física que demuestra la procedencia del capital inicial con el cual se formó la compañía. En pocos meses, Murcia emprendió la apertura de sucursales en los pueblos circunvecinos y retomó el uso de la razón social DMG.
A partir de allí, a principios de 2005, a la edad de 25 años, fundó en Bogotá la empresa "Grupo DMG S.A." con un capital de 100 millones de pesos (50.000 dólares), y continuó estableciendo la comercialización de productos, lo cual rápidamente le dio la posibilidad de contar con un importante flujo de efectivo que las autoridades atribuyeron a la economía subterránea que se maneja en esa región de Colombia por la producción de pasta de coca.
Murcia, a la cabeza de DMG, se mostró como un gran potentado del sur de Colombia que llegó a tener hasta un canal privado de televisión, pasando por su propia empresa transportadora de valores Transval, la cual era manejada por su cuñado. Inclusive realizó algunos videos que publicó por YouTube, defendiendo su imperio y retando a las autoridades a que le demostraran culpabilidad.
Según el ministro de Defensa de Colombia Juan Manuel Santos, las investigaciones arrojaron que Murcia llevaba una vida ostentosa con las ganancias, fruto de DMG. Murcia alquilaba todos los cuartos de todo un piso de los lujosos hoteles donde se hospedaba, a tal punto que su última cuenta que pagó en un hotel fue de $57 mil dólares. Contaba también con una flotilla de al menos 12 vehículos de lujo incluyendo reconocidas marcas de autos como Ferrari, Lamborghini, Maserati y Mercedes-Benz, así como 3 yates y 2 aviones privados. El 17 de diciembre, en entrevista transmitida por el programa La Noche de RCN Televisión, Murcia declaró que los automóviles eran alquilados y que serían llevados a una exposición en Bogotá, y que los lujos no eran diferentes a los de un alto empresario de su nivel.
A las 10:30 p. m. del miércoles 19 de noviembre de 2008, Murcia Guzmán fue detenido en una finca en Capira en el oeste de la provincia de Panamá, sin oponer resistencia.

## Intervención gubernamental de DMG
El 17 de noviembre de 2008, y amparado bajo un decreto de "estado de emergencia", el Gobierno colombiano, en cabeza del Presidente Álvaro Uribe Vélez, y respaldado por las autoridades financieras, así como por la Fiscalía General de Colombia y las máximas autoridades de policía del país, afirmó que DMG era una pirámide, y suspendió las operaciones de DMG, ocupando sus 61 sedes en Colombia e incautando activos (El Tiempo "Hallan yate de David Murcia Guzmán en Cartagena).
David Murcia había advertido en su blog y en entrevistas, que Proyecciones D.R.F.E. colapsaría y pondría en 'el ojo del huracán' a DMG. Murcia acusa al Grupo Aval, el principal grupo financiero de Colombia, de estar detrás del escándalo de Proyecciones D.R.F.E. como un plan para que el Gobierno interviniera en DMG; sin embargo, las inquietudes sobre las actividades de Murcia tenían raíces más profundas que una persecución de clase o resistencia a un innovador modelo de negocios. Asimismo, a través de los mismos vídeos, Murcia había amenazado al Gobierno colombiano, que de continuar el asedio institucional hacia DMG, 200 mil familias colombianas, que decía tener Murcia como inversoras en DMG, se lanzarían a las calles en contra de las medidas. Los abogados de Murcia se retractaron el lunes 17 de noviembre, día festivo, en horas de la tarde en rueda de prensa, y pedirían excusas por el tono amenazante de Murcia hacia la institucionalidad del país.

### Captura y extradición de Murcia

#### Orden de captura
El 19 de noviembre de 2008, la Fiscalía General emitió una orden de captura en contra de Murcia y otros 7 de sus socios y directivos de DMG, incluyendo su esposa Johanna Iveth León, su madre Amparo Guzmán de Murcia, su cuñado William Suárez Suárez, y el productor de televisión Daniel Ángel Rueda, por delitos que incluyen concierto para delinquir, captación masiva y habitual de dineros del público, lavado de dinero, y cohecho. Al momento de emitirse esta orden, Murcia se encontraba en la ciudad de Panamá.
La empresa transportadora «Transval», manejada por William Suárez Suárez, cuñado de Murcia, fue también disuelta por las autoridades. Suárez se encontraba prófugo cuando fue emitida la orden, y según el General Óscar Naranjo, Comandante de la Policía colombiana, buscado por la Interpol; por Suárez las autoridades colombianas ofreció una recompensa de 200.000.000 de pesos colombianos (100.000 dólares) por información que permitiera su captura. La DEA y la Dijín aseguran que Suárez era la otra mano de DMG; según las autoridades era el hombre de confianza de Murcia Guzmán, y quien lo representaba en las reuniones a las que Murcia no podía asistir.

#### Captura
A las 10:30 p. m. del miércoles 19 de noviembre de 2008, Murcia Guzmán fue detenido en Capira, al oeste de Panamá, en una finca; la captura se realizó una vez que las autoridades siguieron a un escolta que los llevó hasta el sitio donde estaba David Murcia, y éste se entregó sin oponer resistencia a las autoridades panameñas, (esto según lo mencionado por Eduardo Linyueng vocero de la Policía en Panamá en el programa La Noche del Canal RCN).
De acuerdo a las declaraciones del Abogado Abelardo de la Espriella en una entrevista en el programa Pregunta Yamid, afirmó que renunció a la defensa de David Murcia por 3 razones: 1) Porque no se entregó cuando él se lo había dicho; 2) Cuando se presentó en rueda de prensa no le dieron la información precisa sobre un socio de David Murcia a quien presentó en la rueda de prensa; y 3) por la forma como se dirigió al Presidente Uribe. El día 20 de noviembre fue deportado de Panamá a Colombia.

#### Renuncia del abogado defensor
Después de sendas ruedas de prensa que ofrecieron los abogados de DMG, en defensa de dicha captadora de dinero, en las que incluso presentaron 2 ciudadanos extranjeros como importantes empresarios que deseaban comprar franquicias de DMG para consolidar la expansión internacional de dicho sistema de negocios, la cabeza de los abogados defensores de Murcia, el reconocido penalista Abelardo de la Espriella, quien con su gran capacidad retórica defendió ampliamente en las ruedas de prensa la licitud de las actividades del Grupo DMG como una comercializadora mediante tarjetas prepago, renunció al caso, luego de entrevistarse con el extraditado Murcia, aduciendo que los directivos de DMG no le dijeron toda la verdad en asuntos contables, a la vez que lamentó, que mientras él trataba de negociar su sometimiento a la justicia colombiana, Murcia viajara hacia el norte de Panamá una vez fue pública su orden de captura. De la Espriella se quejó también que los ciudadanos extranjeros presentados por él y los demás abogados de DMG como importantes empresarios internacionales, no eran quienes decían ser, y se enteró en los medios de comunicación masiva que los directivos de DMG lo habían engañado también en este aspecto.
El reemplazo de Abelardo de la Espriella, Dagoberto Charry, presentó su renuncia por motivos aún desconocidos el 22 de enero de 2009. Esto sucede luego que la Fiscalía General de la Nación presentara más de 91 pruebas en contra de David Murcia Guzmán por presunto lavado de activos.

### Captura de la esposa
El martes 13 de enero de 2009 es capturada la esposa de David Murcia Guzmán en Uruguay, Joanne Ivette León; otras 4 personas también fueron detenidas Cabe resaltar que León es solicitada en extradición por parte del gobierno colombiano, proceso que podría tardar varios meses.

#### Socios capturados
Los directivos de DMG capturados son: Su presidente Murcia Guzmán, el productor de televisión (Director del canal privado de DMG) Daniel Ángel Rueda, Margarita Pabón y la esposa de Murcia Joanne Ivette León.
También fue capturado su otro socio y principal gerente de la firma Transval, William Suárez.

### Juicio
David Murcia fue acusado, por la Fiscalía de Colombia en apoyo del Gobierno colombiano y las autoridades financieras de Colombia, de al menos 4 delitos penales: captación ilegal de recursos, lavado de activos, enriquecimiento ilícito, y concierto para delinquir.
El 21 de noviembre se inició la Audiencia Pública, en la que la Fiscalía General de la Nación de Colombia presentó grabaciones que probarían que DMG fue concebida para lavar activos, y que Murcia intentó sobornar a congresistas en Colombia, para que legalizaran su pirámide de tarjetas prepago, mediante una reforma financiera.[cita requerida]
En la audiencia se expuso una grabación en la que directivos de DMG se dan parte de victoria, porque al parecer pudieron destruir pruebas que demostraban los vínculos de su jefe Murcia con el Paramilitar Carlos Mario Jiménez alias 'Macaco'.[cita requerida]
Murcia, y uno de sus socios fueron recluidos en el pabellón de máxima seguridad de la cárcel La Picota, mientras que su socia fue recluida en la cárcel El Buen Pastor, ambos centros carcelarios en Bogotá.

#### Aceptación de cargos
El 7 de enero de 2009, la audiencia pública en la cual la Fiscalía General de la Nación iba a sustentar las acusaciones contra David Murcia Guzmán, fue suspendida porque el abogado de Margarita Pabón, una de las socias comercializadora, renunció ante la presunta falta de garantías por parte del ente acusador, no obstante, el viernes 9 de enero, Ángel y Pabón, durante una audiencia, aceptaron el cargo de lavado de activos, por lo que ya con toda seguridad serán condenados, pero tendrán derecho a una rebaja de pena.
La Noche de RCN Televisión y transmitida el 17 de diciembre de 2008.

#### Condena
El 5 de agosto de 2009, en juicio adelantado en Colombia; David Murcia Guzmán fue hallado culpable del los delitos de captación masiva y habitual de dinero sin autorización y lavado de activos que le valieron una condena de treinta años de prisión en Colombia. Además, deberá pagar una multa de 24.850 millones de pesos, cifra irrisoria frente a los casi 4 billones que movió la firma por los delitos de lavado de activos y captación masiva e ilegal de dinero. 
En la audiencia, que duró casi 10 horas, el juez cuarto especializado, José Reyes, señaló que Murcia había sido consciente de la ilegalidad de su negocio. "(Murcia) dispuso de sus destrezas e inteligencia para poner en marcha los comportamientos hoy juzgados". 
Luego de condenado en Colombia, fue extraditado a Estados Unidos, donde fue condenado por 9 años, tras finalizar esta condena, continuara con 22 años más de prisión en Colombia.

### Vinculación con el gobierno y la política panameña
En una entrevista dada a varios medios de comunicación panameños el 10 de marzo de 2009, Murcia declaró haber entregado seis millones de dólares, divididos en partes iguales, a las campañas políticas de la candidata presidencial Balbina Herrera y al candidato a alcalde del distrito de Panamá, Roberto "Bobby" Velásquez Abood; ambos postulados por el oficialista Partido Revolucionario Democrático. Enfatizó que este dinero era más bien una inversión y que a cambio Murcia manejaría la parte social, también la ayuda de Murcia incluía una asesoría de marca para la campaña de Roberto Velásquez Abood. También agregó que tenía conexiones con el gobierno panameño y tenía la protección del Servicio de Protección Institucional.
La candidata presidencial Balbina Herrera negó rotundamente cualquiera relación con Murcia y en cambio, decidió vincular al candidato opositor Ricardo Martinelli con Murcia, denunciándolo ante el Ministerio Público y tildando a Martinelli de "narcocandidato". Roberto Velásquez Abood sostuvo inicialmente que no tenía relación con Murcia, pero en una entrevista posterior Velásquez declara que sí se reunió con Murcia y que éste preguntó sobre la financiación de las campañas políticas en Panamá, pero que nunca recibió dinero de Murcia. El gobierno panameño rechazó cualquier nexo con Murcia, aclarando que la única participación de los estamentos de seguridad fue cuando se detuvo a Murcia el 18 de noviembre. De igual manera el presidente de Panamá, Martín Torrijos, calificó las declaraciones de Murcia como "absurdas y ridículas" y que alteran el ambiente de las elecciones generales de Panamá, a realizarse en mayo. Sin embargo, el 18 de marzo de 2009, el gobierno panameño se retractó de sus declaraciones iniciales y que tres miembros del Servicio de Protección Institucional sí protegieron a Murcia durante su estadía de Panamá, que dos de los escoltas estaban asignados a la expresidenta Mireya Moscoso y que protegían a Murcia durante su tiempo libre; esto ha generado el nombramiento del presidente Torrijos de una comisión que investigará las irregularidades en el SPI y se destituyeron a los tres escoltas.
Murcia ripostó al proceso penal contra él en Panamá, calificándolo de "payasada". La Procuradora General Ana Matilde Gómez pidió que no se hiciera caso sobre el ataque mediático de Murcia y pidió la colaboración de Colombia para interrogarlo con el fin de aclarar más sobre la inversión a las campañas. Este proceso está en paralelo con las investigaciones del caso DMG en Panamá, en donde Murcia señala a Ernesto Chong Coronado como su socio y testaferro de los bienes de DMG en Panamá y de ser el enlace entre Murcia y los políticos panameños. Esta investigación ha generado la detención de varios asesores de Murcia en Panamá, incluyendo a Ernesto Chong.